# سياغريوس

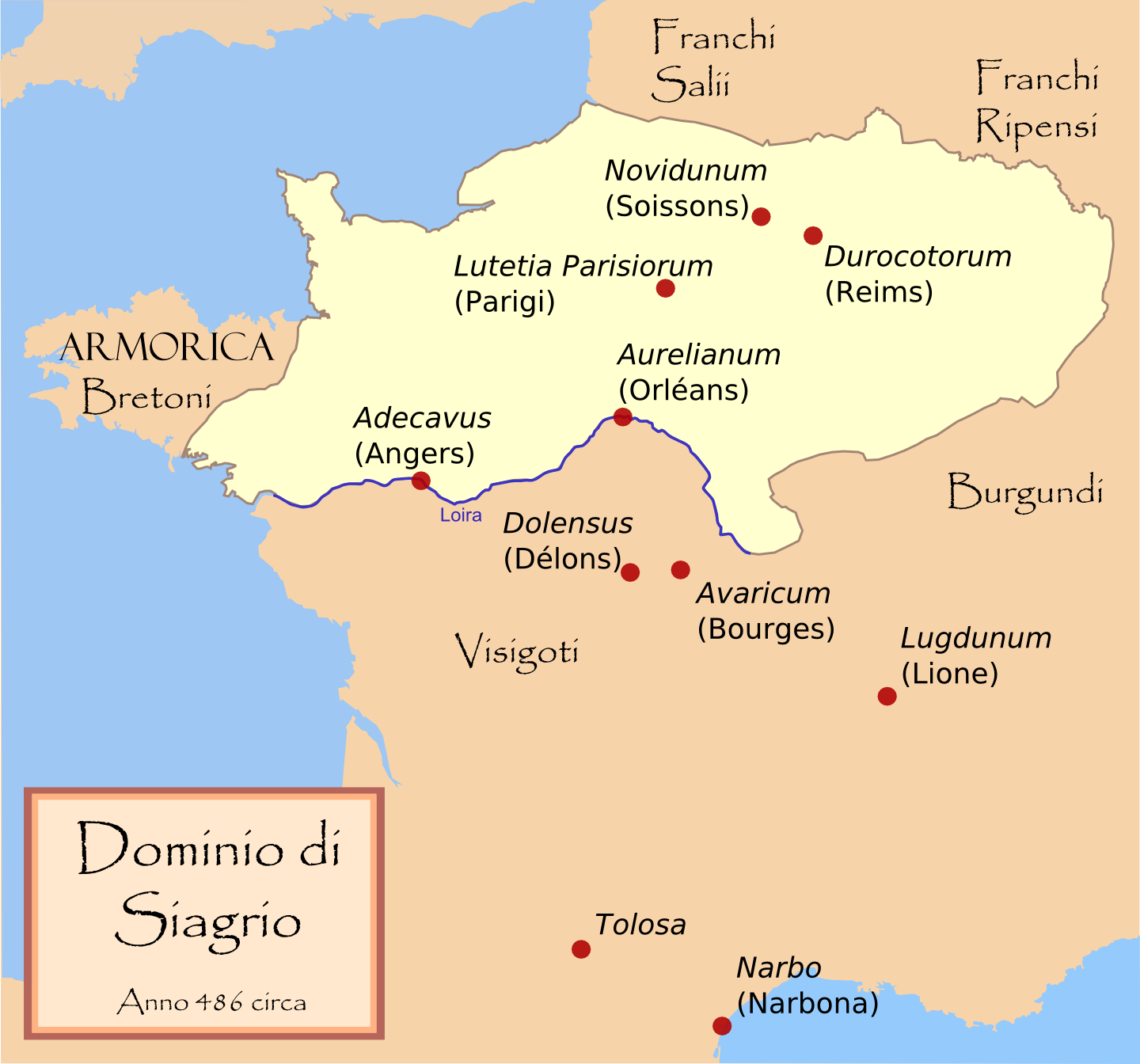
مملكة سياغريوس

سياغريوس (باللاتينية: Syagrius) هو جنرال روماني وأخر حاكم روماني على بلاد الغال وهو ابن أيغيديوس الذي سيطر على الغال عندما كان ريكيمر حاكما على روما وكان قد بدأ حكمه بعد فترة من اغتيال الجنرال أيتيوس، الذي أوقف أتيلا الهوني في معركة الحقول الكاتلاونية، ثم حكم بشكل منفصل عن الأمبراطورية بعد أن دب الضعف في كل اوصالها عام 464، وكان منطقته تقع بين أنهار ماس وشيلت والسين وسماه الجرمان الذين غزو المنطقة لاحقا ملك الرومان (وكانوا من الفرنجة والبورغونديين والقوط الغربيين الذين احتلوا باقي الغال) واستمر 22 عاما تقريبا حتى أطاح به كلوفيس الأول الإفرنجي في معركة سواسون عام 486 م. ترك أرضه بعدها تحت رحمة القرنجة وهرب لاجئا إلى ملك القوط الغربيين وقتها ألاريك الثاني في تولوز. ولكن بدلا من أن بمنحه ألاريك اللجوء سجنه وأرسله إلى كلوفيس، وأعدم سرا بالسيف عام 487 وفقا لسجلات غريغوري دي تور، وانتهى بذلك الحكم الروماني على الغال الذي استمر 538 عاما.